# Gunung Jerat
Gunung Jerat är ett berg i Indonesien.   Det ligger i provinsen Aceh, i den västra delen av landet, 1 700 km nordväst om huvudstaden Jakarta. Toppen på Gunung Jerat är 1 670 meter över havet.
Terrängen runt Gunung Jerat är varierad.Runt Gunung Jerat är det mycket glesbefolkat, med 2 invånare per kvadratkilometer. I omgivningarna runt Gunung Jerat växer i huvudsak städsegrön lövskog.